# 黎剎省

黎剎省

黎剎省（英語：Rizal Province），是一個位於菲律賓呂宋島的省份。該省原本的法定省府為馬尼拉大都會的帕西格，後於2020年遷至實際上省政府所在的安蒂波洛。該省得名自革命家黎剎。
根據地圖顯示方位，其位於呂宋島的中部，向北的位置為布拉干省；向西的位置為馬尼拉；向東的位置為奎松省；向南的位置則是面對內湖省。

## 簡介
- 隸屬地區：卡拉巴松
- 時區：GMT+8
- 使用語言：英語、他加祿語
- 人口：2,315,098人[3]
- 面積：1,175.8平方公里